# Sonate K. 273
La sonate K. 273 (F.221/L.398) en si bémol majeur est une œuvre pour clavier du compositeur italien Domenico Scarlatti.

## Présentation
La sonate K. 273, en si bémol majeur, forme une paire avec la sonate précédente de même tonalité.
La seconde sonate est plus calme et contemplative. Des mélodies lentes y alternent avec de rapides gammes et de vifs arpèges. Elle est conçue sur un schéma exceptionnel : un mouvement rapide et brillant à 
, notée Vivo, au caractère de danse (une découpe de huit mesures répétées cinq fois), précède une seconde section qui s'ouvre sur une courte pastorale à 
, notée Moderato. Elle rompt la mesure précédente et se présente comme une sorte d’entracte au reste de la pièce qui revient au 
. Les conclusions de chaque section sont virtuoses,. Giorgio Pestelli considère le début comme une Arietta singulièrement proche des premières sonates modernes,.

## Manuscrits
Le manuscrit principal est le numéro 8 du volume V (Ms. 9776) de Venise (1753), copié pour Maria Barbara ; les autres sont Parme VI 26 (Ms. A. G. 31411).

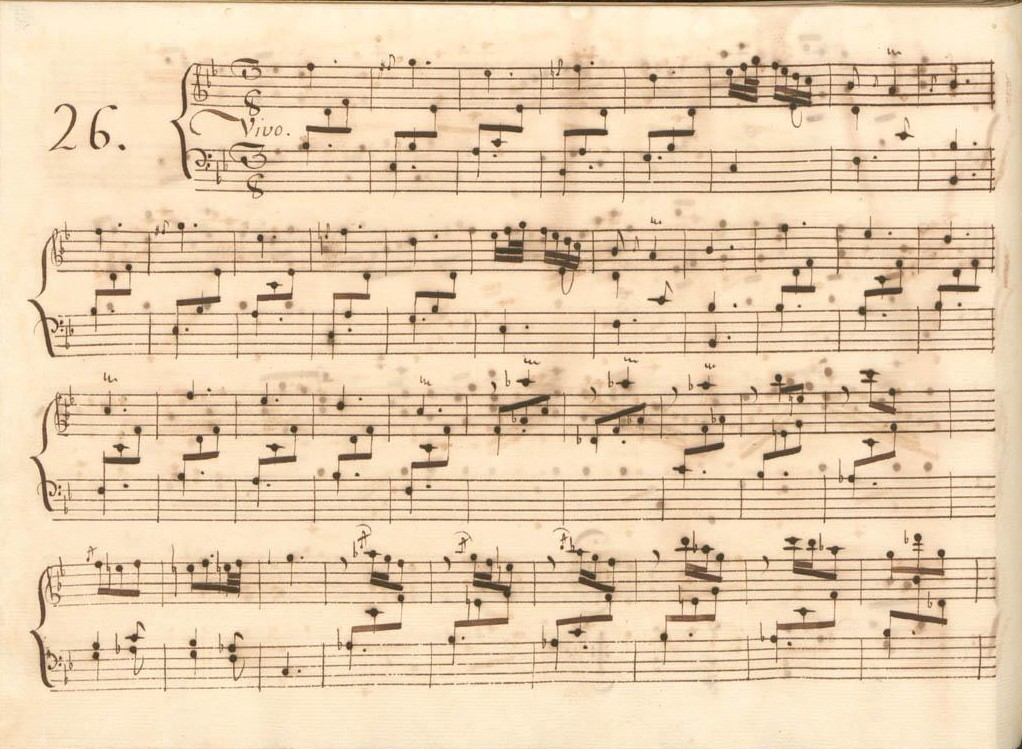
Parme VI 26.
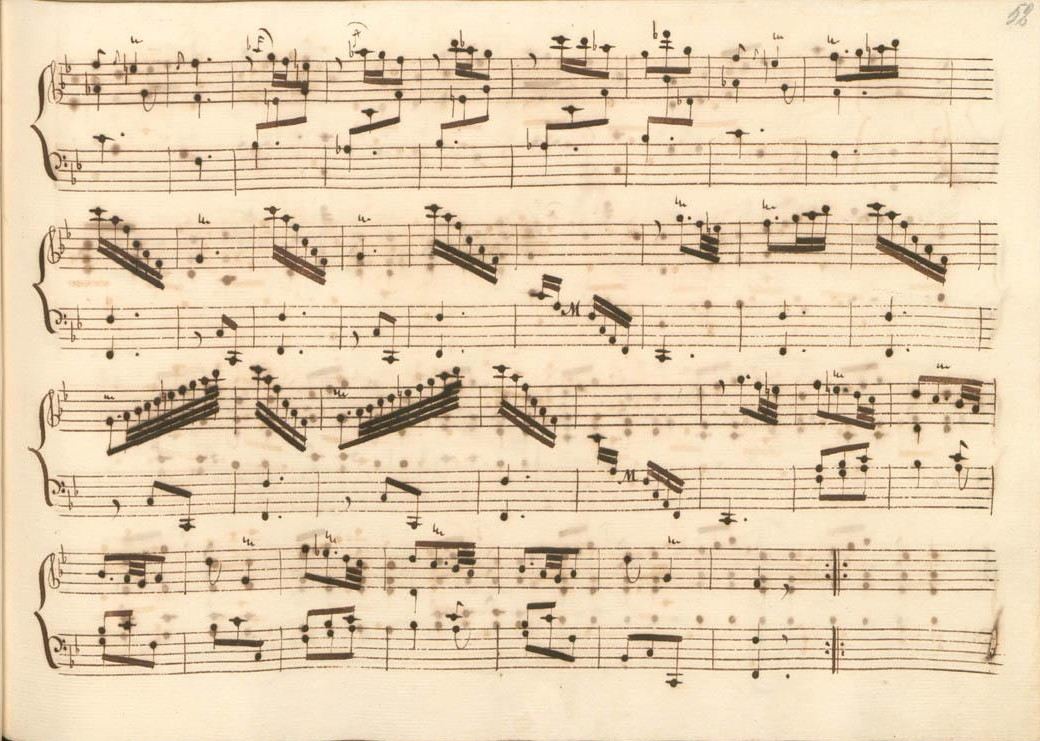
Parme VI 26 (fin de la première section).
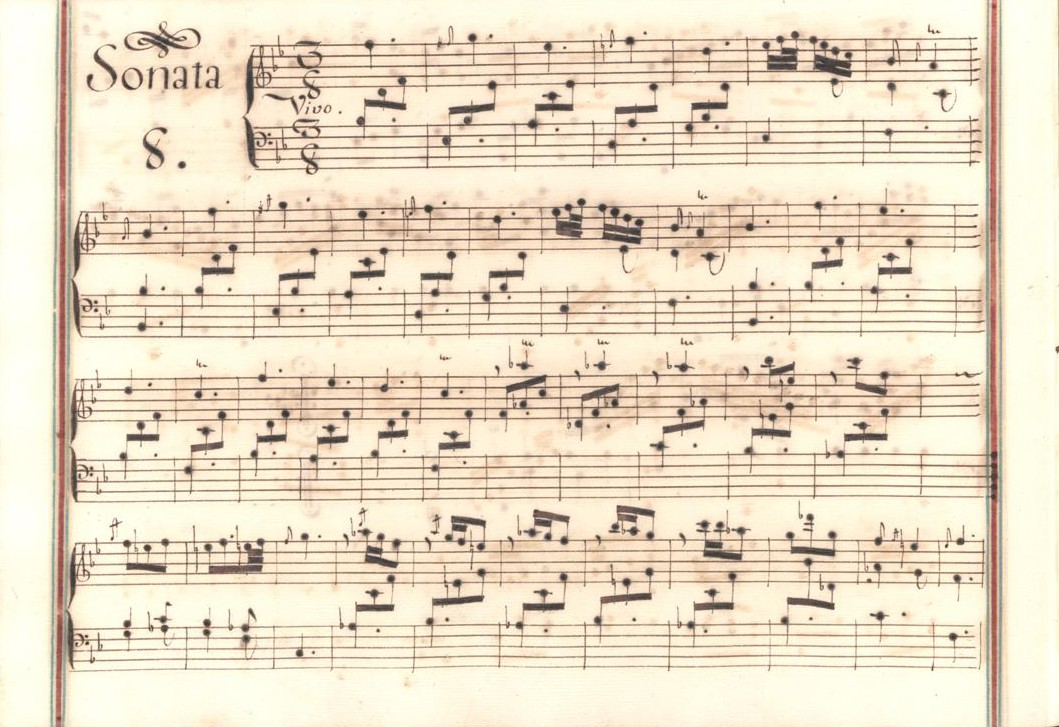
Venise V 8.
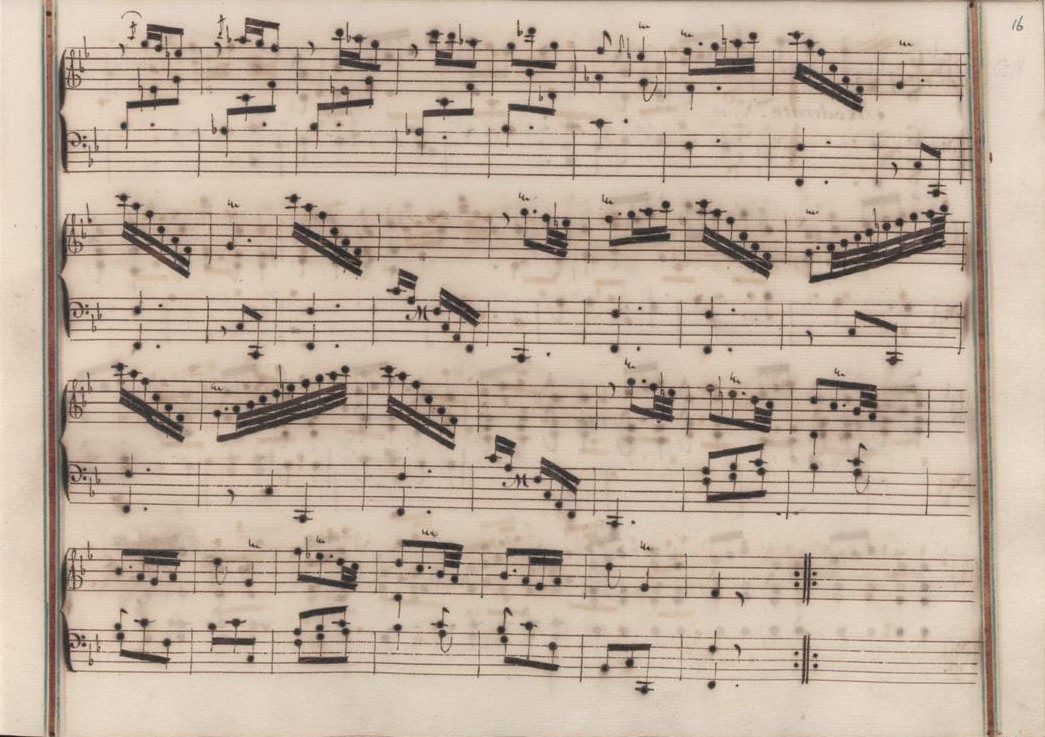
Venise V 8 (fin de la première section).
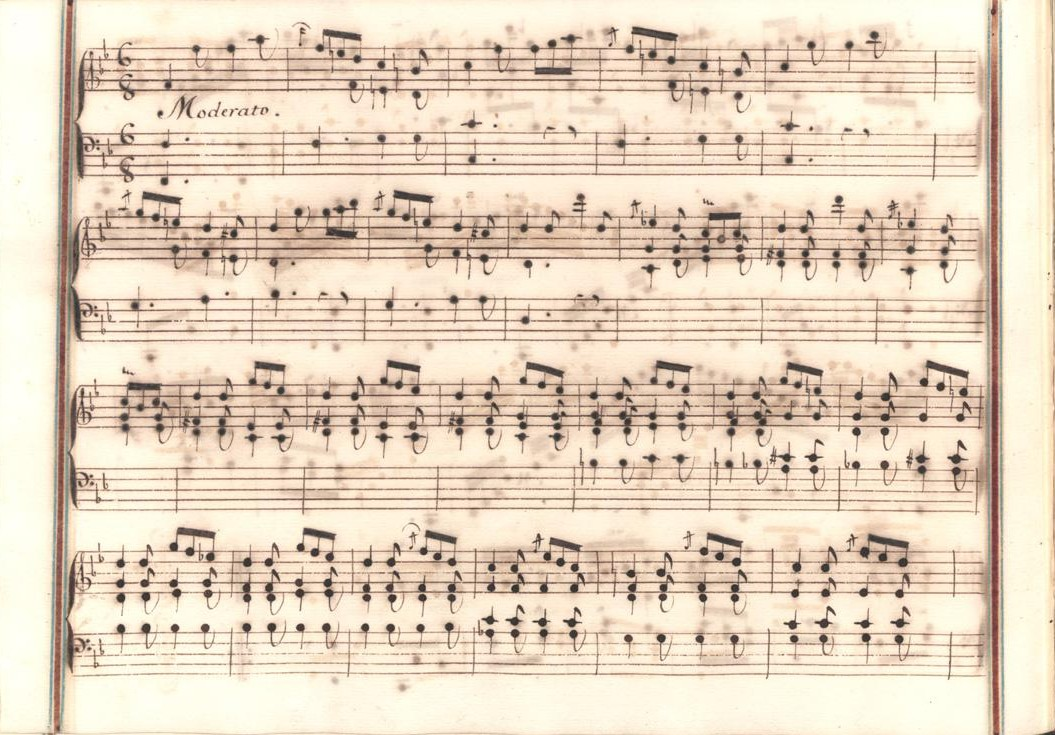
Venise V 8 (début de la seconde section).
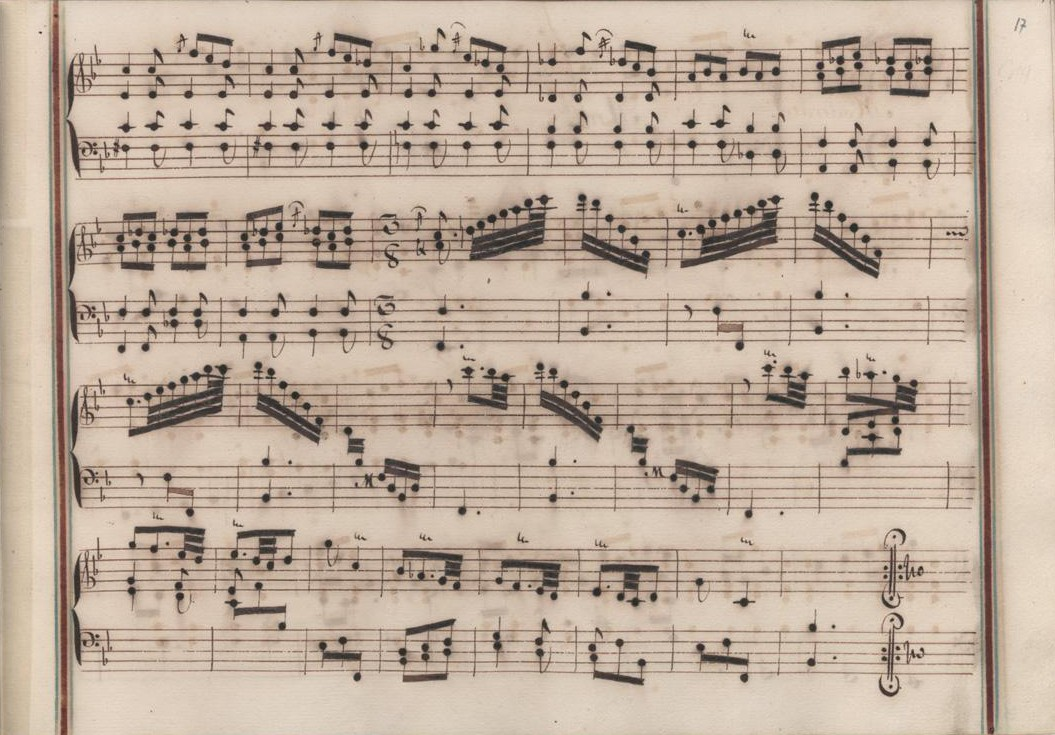
Venise V 8 (fin de la sonate).

## Interprètes
La sonate K. 273 est défendue au piano notamment par Carlo Grante (2012, Music & Arts, vol. 3) et Alon Goldstein (2018, Naxos, vol. 24) ; au clavecin par Scott Ross (1985, Erato), Richard Lester (2002, Nimbus, vol. 2), Pieter-Jan Belder (Brilliant Classics) et Pierre Hantaï (2018, Mirare, vol. 6).

## Sources
: document utilisé comme source pour la rédaction de cet article.
- (it) Giorgio Pestelli, Le sonate di Domenico Scarlatti : proposta di un ordinamento chronologica, Turin, Giappichelli, coll. « Archeologia e storia dell'arte » (no 2), 1967, iv-294 (OCLC 313316263, BNF 43197837)
- Ralph Kirkpatrick (trad. de l'anglais par Dennis Collins), Domenico Scarlatti, Paris, Lattès, coll. « Musique et Musiciens », 1982 (1re éd. 1953 (en)), 493 p. (ISBN 978-2-7096-0118-4, OCLC 954954205, BNF 34689181).
- Alain de Chambure, « Domenico Scarlatti : Intégrale des sonates — Scott Ross », Erato (2564-62092-2), 1985 (OCLC 891183737) .
- (en) Carlo Grante, « Domenico Scarlatti, intégrale des sonates pour clavier (vol. 3) », Music & Arts (CD-1292), 2013 (OCLC 907929504) .